# Церковь Святого Креста (Анга-Роа)
Церковь Святого Креста (исп. Iglesia de la Santa Cruz) — церковь в городе Анга-Роа на острове Пасхи в Чили.

## История

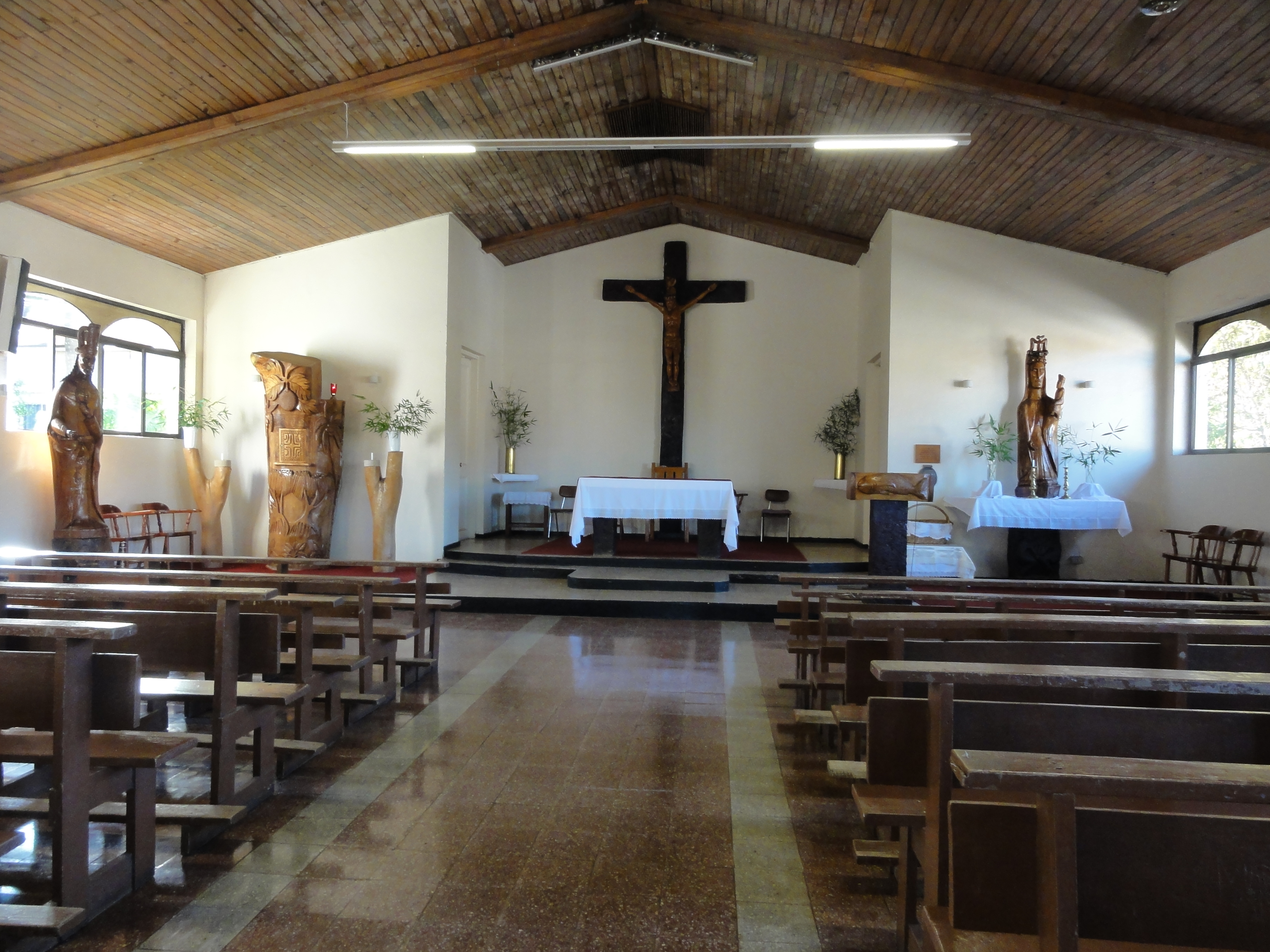
Интерьер храма.

Церковь Святого Креста была основана в 1937 году. Её первым настоятелем был отец Себастьян Энглерт.

## Описание
Церковь Святого Креста расположена на улице «Те Пито Те Хенуа» в городе Анга-Роа на острове Пасхи в Чили.
Здание выделяется своим внешним декором и садами, которые его окружают. Главным образом примечателен его фасад, который смешивает христианские религиозные мотивы и местные этнические элементы. Во внутренней части церкви есть изображения, вырезанные из камня, которые изображают христианских святых, Иисуса Христа и Деву Марию.
Месса проводится на испанском языке, а песни поют на языке рапануи. В религиозных службах участвуют как католические верующие, так и туристы, привлеченные архитектурой церкви.